# Marian Łohutko
Marian Łohutko (ur. 7 września 1942 w miejscowości Płaszyno koło Wilejki na Wileńszczyźnie, zm. 20 lutego 2017) – polski prozaik, autor sztuk scenicznych i słuchowisk.
Ukończył studia na Wydziale Prawa Uniwersytetu Warszawskiego. Debiutował jako prozaik w 1965 na łamach „Almanachu Iskier”.

## Twórczość
- Taniec wymagający skupienia
- Mieszkańcy czasu
- Czarno na ulicy Błękitnej
- Odwołać poszukiwania
- Pętla bieszczadzka
- Każdy musi napisać powieść
- Ołowiana dusza